# Königstor (Stettin)
Das Königstor in Stettin, eigentlich Anklamer Tor, ist ein Überbleibsel der Festung Stettin.

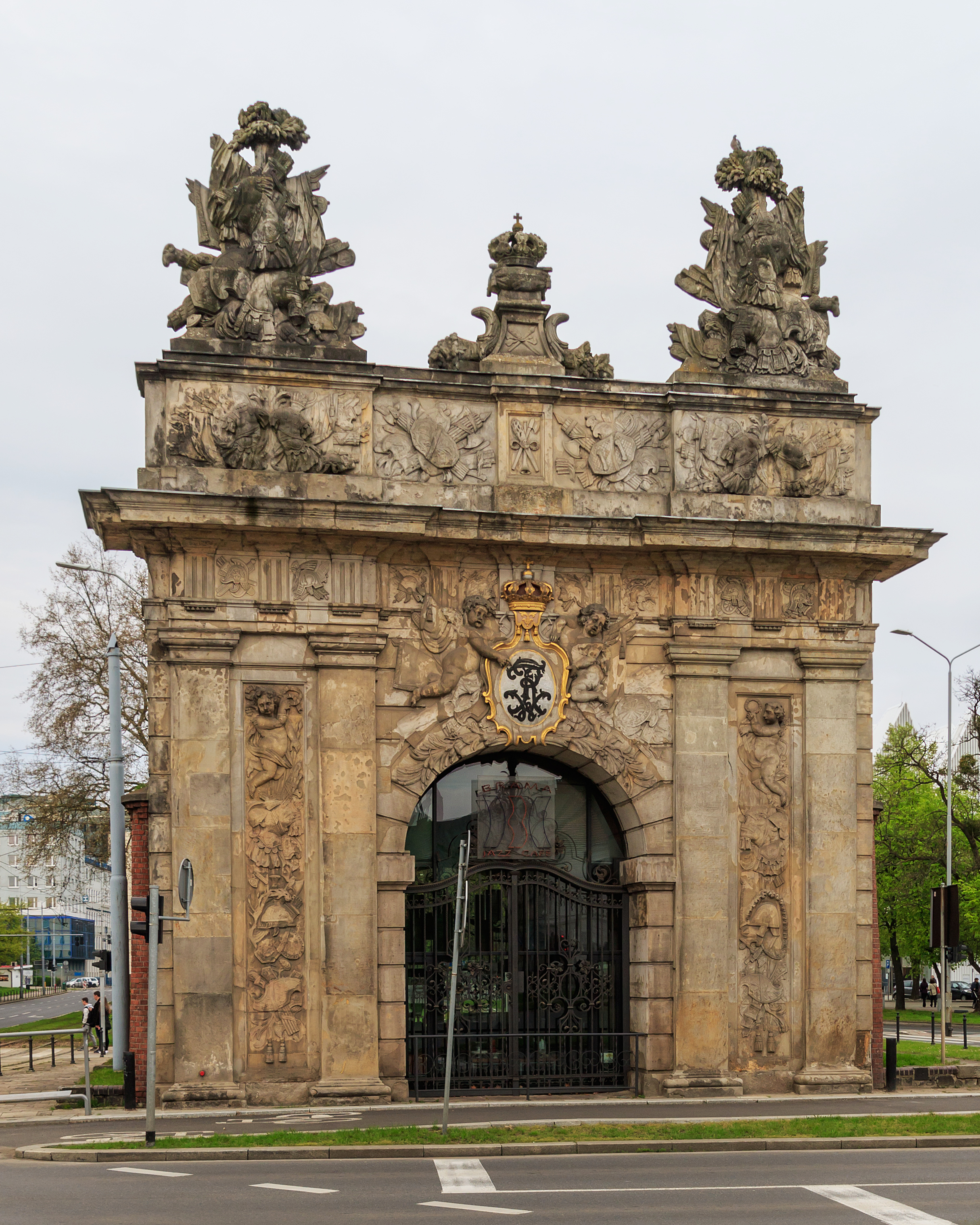
Gesamtsicht des Königstors

## Beschreibung
Das Königstor ist in klassischer Proportion gebaut.
Es zeigt Kriegstrophäen und Mars als Allegorie des Krieges und Herkules, als Allegorie für Heldenmut. In einer Kartusche mit dem preußischen Adler sind die Initialen des Königs Friedrich Wilhelm I. zu sehen. Der Lorbeerkranz symbolisiert den Triumph; der Schild, die Ehre; die Palmenblätter, die Tugenden und Olivenblätter, den Frieden.
Heute ist in dem Tor ein Café untergebracht.

## Geschichte
Im Großen Nordischen Krieg, nach der Belagerung von Stettin im Jahr 1713, erwarb Friedrich Wilhelm I. 1720 im Frieden von Stockholm Teile von Vorpommern, welche an die Schweden am Ende des Dreißigjährigen Krieges im Westfälischen Frieden gefallen waren, in einem Kaufvertrag zurück. Als Erinnerung an die glückliche Zurückführung des Herzogtums Stettin ließ er beim Umbau der Festung am Anklamer Tor das prachtvolle Portal errichten. Der Architekt war der Festungsbaumeister Gerhard Cornelius von Walrave, die Steinmetzarbeiten wurden von dem Bildhauer Bartolomé Damart geschaffen. Als 1875 die Festung geschleift wurde, setzte sich Hugo Lemcke für den Erhalt des Königstores ein. Nach 1945 wurde Stettin polnisch. Das Königstor wurde bis heute durch polnische Restauratoren vorbildlich in Stand gehalten.

Galerie
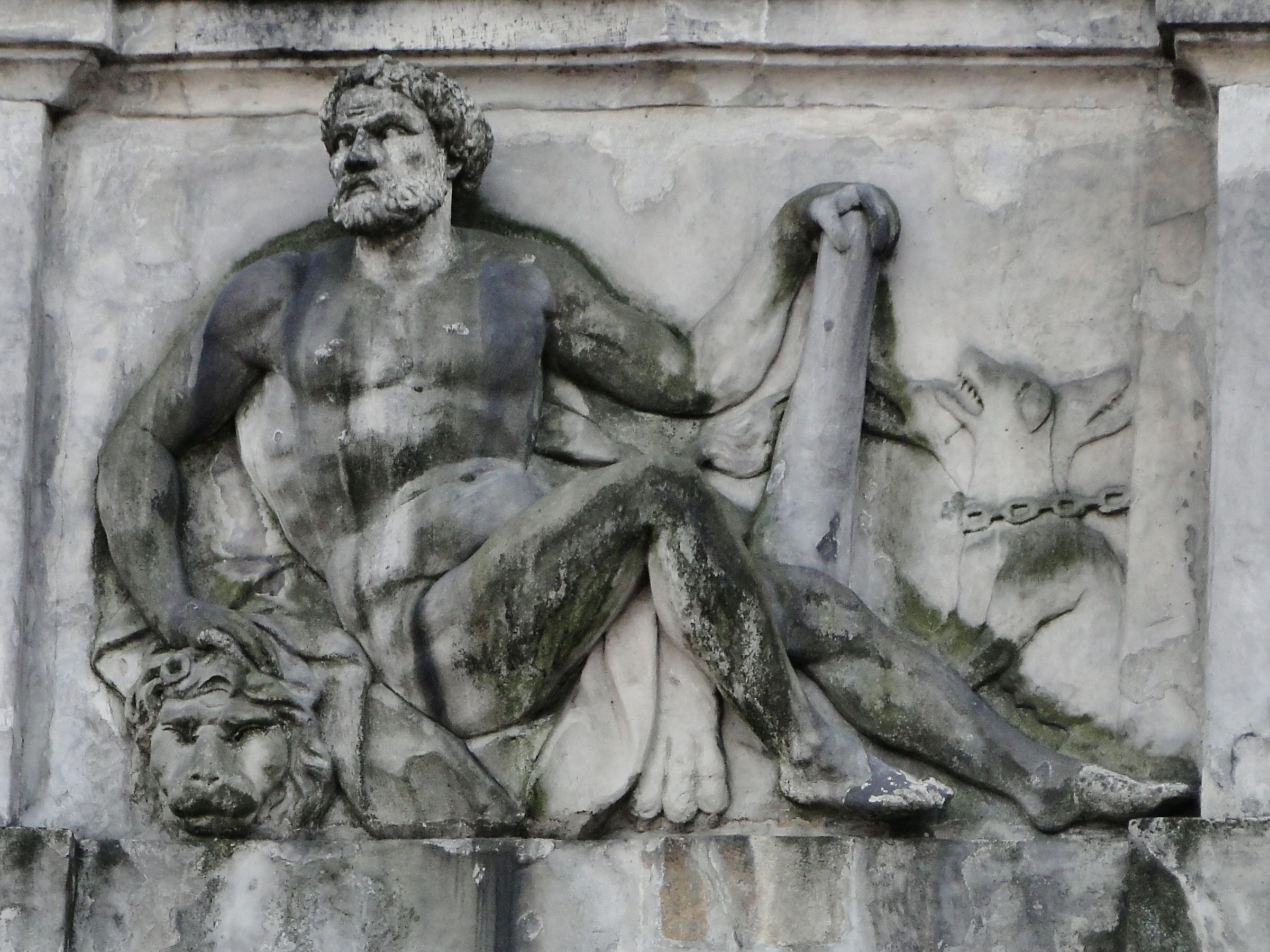
Herkules
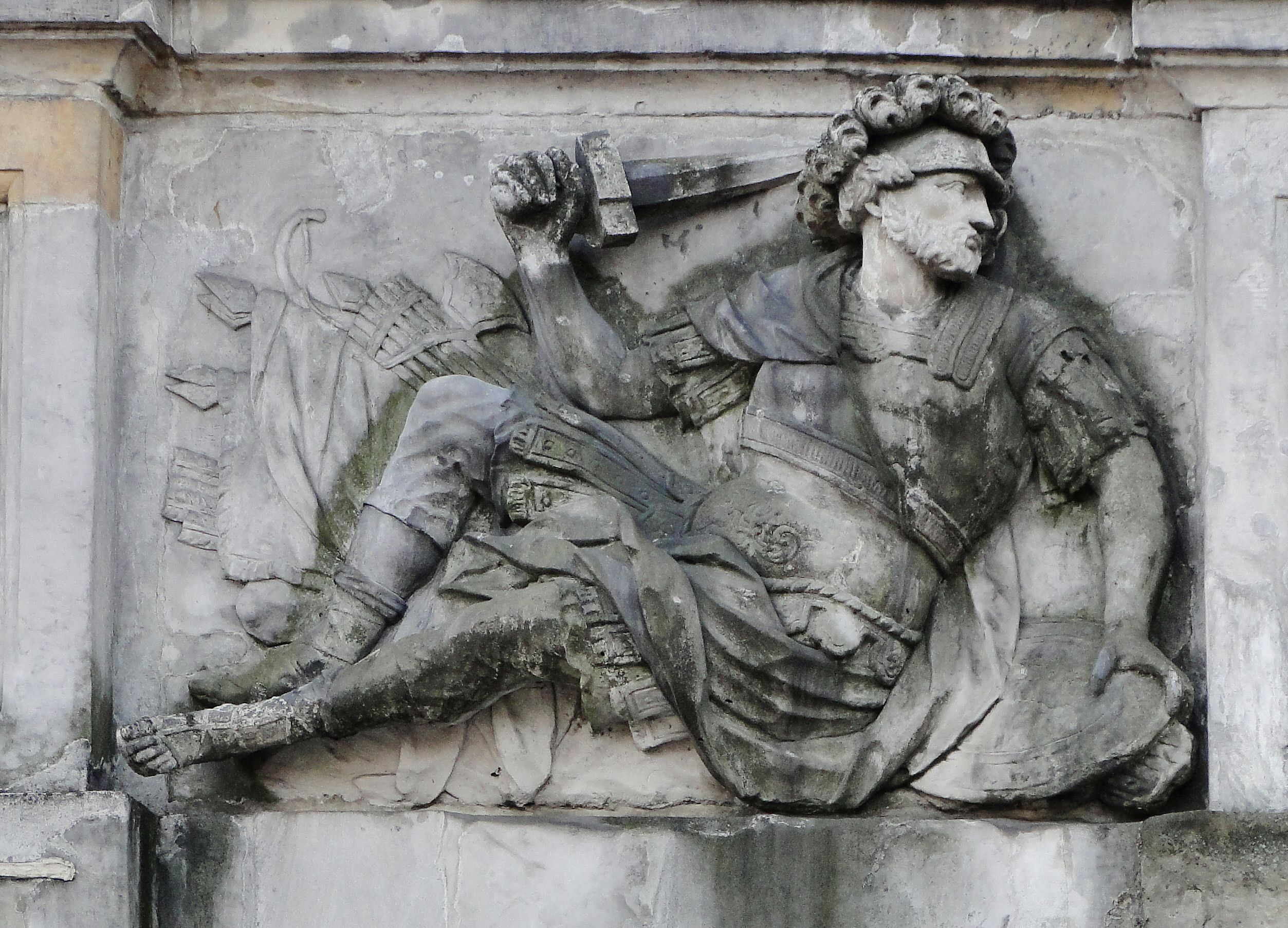
Mars
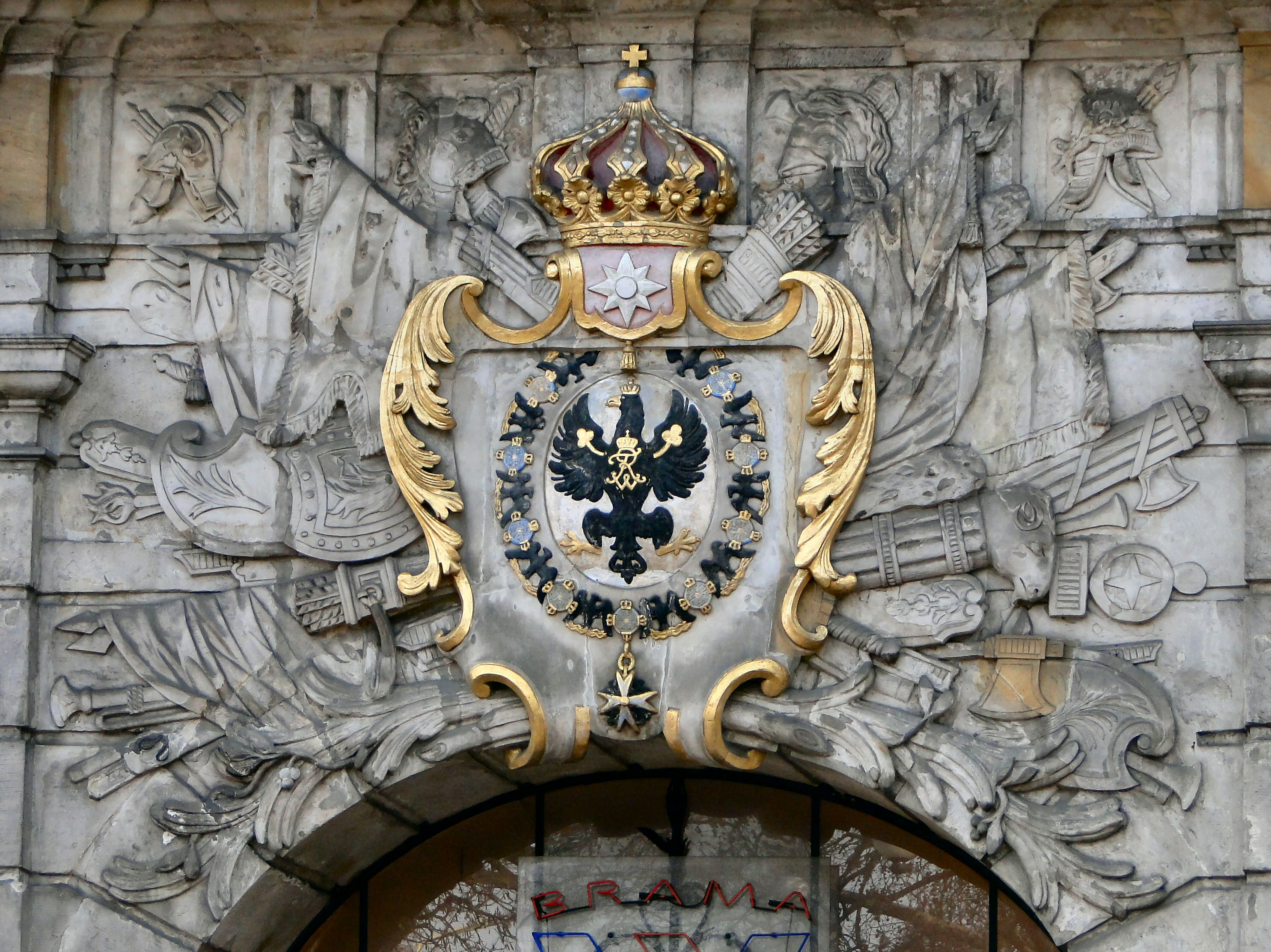
Der preußische Adler
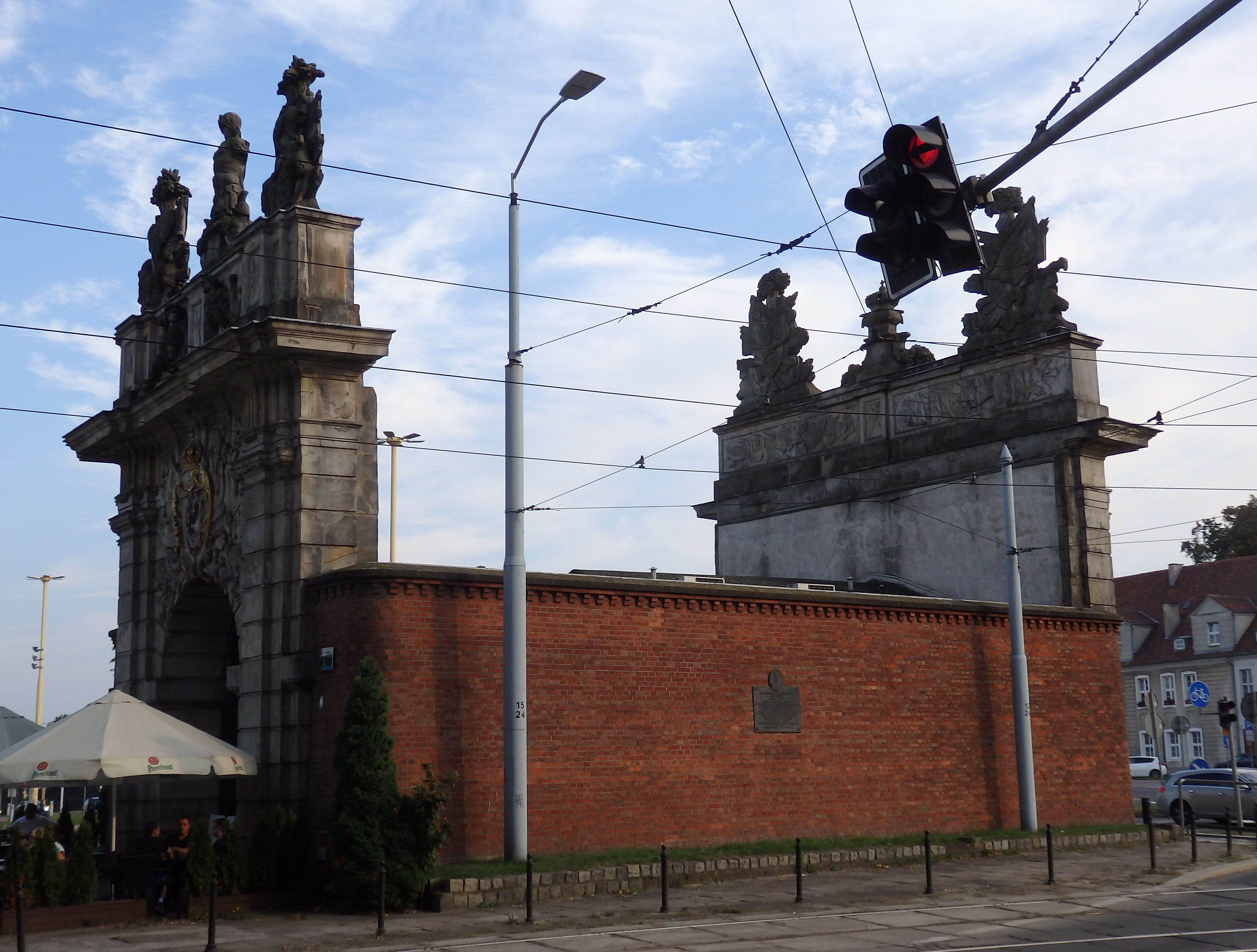
Seitenansicht